# Mustikkasaari (ö i Södra Savolax, Nyslott, lat 62,13, long 28,68)
Mustikkasaari är en ö i Finland. Den ligger i sjön Enonvesi och i kommunen Enonkoski i den ekonomiska regionen  Nyslotts ekonomiska region  och landskapet Södra Savolax, i den sydöstra delen av landet, 290 km nordost om huvudstaden Helsingfors. Öns area är 81,1 hektar och dess största längd är 1,9 kilometer i sydöst-nordvästlig riktning.